# كرة القدم في الهند
كرة القدم هي ثاني أكثر رياضة شعبية في الهند. وحظيت بشهرة واسعة في كل من ولاية كيرالا، والبنغال الغربية، وغوا، وشمال شرق الهند التي تضم آسام، ومانيبور، وميغالايا، وميزورام، وناغالاند، وتريبورا، وأروناشال براديش، وسيكيم. في عام 2013، تأسس دوري السوبر الهندي وهو أهم مسابقة دوري محلي في الهند حاليًا. كان في بداية الأمر دوريًا احترافيًا غير معترف به متضمنًا ثمانية أندية لكي تروج لكرة القدم الهندية في البلد وللعالم. اعتُرف به بعد الموسم الثالث على أنه ثاني دوري وطني، بالتزامن مع دوري الدرجة الأولى الهندي، لتكون الهند واحدة من البلدان القليلة التي تملك دوريين رسميين. بعد الموسم الخامس، اعتُبر أنه الدوري المحلي الأفضل على صعيد الهند. كل هذا بالإضافة إلى كأس سانتوش، وهي بطولة بنظام خروج المغلوب بين الولايات (المقاطعات) ومؤسسات الدولة.
استضافت الهند كأس العالم تحت 17 سنة في أكتوبر عام 2017، وهي أول مرة تستضيف فيها الهند بطولة تابعة للاتحاد الدولي لكرة القدم (فيفا). وُصفت هذه الدورة بأنها أنجح بطولة كأس عالم تحت 17 سنة، إذ حقق الحضور الجماهيري رقمًا قياسيًا وصل إلى 1,347,133 مشجعًا، متخطيًا البطولة التي نظمتها الصين في عام 1985 والتي شهدها 1,230,976 مشجعًا. ستستضيف الهند كأس العالم تحت 17 سنة لكرة القدم للسيدات 2020. وطبقًا لهذا، حاولت الهند استضافة كأس العالم تحت 20 سنة لكرة القدم 2019، وهي أيضًا تدرس إمكانية استضافة كأس العالم لكرة القدم للسيدات 2023.

## نبذة تاريخية
يمكن تتبع أصل كرة القدم الهندية حتى منتصف القرن التاسع عشر حين استحدثها جنود بريطانيون. في بداية الأمر، أٌقيمت المباريات بين فرق الجيش، ولكن سرعان ما تأسست الأندية حول البلاد. تأسس أول فريق في الهند في عام 1872، وهو فريق كالكوتا الرياضي لكرة القدم، مع أن التقارير تشير إلى أنهم بالأصل فريق رياضة الرغبي ولكنهم وجهوا اهتمامهم نحو كرة القدم في نهاية موسم 1894. تتضمن قائمة الأندية الأولى التي تأسست أيضًا نادي دالهوزي، ونادي تريدرز (نادي التجار)، ونادي نافال فولنتيرز (نادي المتطوعين البحري). تأسست العديد من الفرق الأخرى مثل كسوفابازار، وموهن باغان، ونادي آريان في مدينة كالكوتا في نهاية القرن التاسع عشر. سرعان ما أصبحت كالكوتا، التي كانت عاصمة الهند البريطانية، قطبَ كرة القدم الهندية. انطلقت مسابقات مثل كأس غلادستن، وكأس التجارة، وكأس المدرب بيهار في نفس التوقيت. انطلقت بطولتا دوراند ودرع الاتحاد الهندي لكرة القدم في نهاية القرن التاسع عشر أيضًا.
كان أول فريق هندي شق طريقه نحو النجاح فريق سوفابازار الذي تُوج بلقب كأس التجارة لعام 1892. تأسس فريق موهون باغان الرياضي في عام 1889 في المنطقة التي أضحت الآن تُعرف بالبنغال الغربية. اشتهر الفريق في عام 1911 بعدما أصبح أول فريق هندي يحقق لقب درع الاتحاد الهندي لكرة القدم، وهو مسابقة اعتادت ربحها الفرق البريطانية المتمركزة في الهند. ألحق الفريق الهندي الهزيمة بفوج شرق يوركشاير بعد أن تغلب عليه بنتيجة 2-1 في نهائي البطولة، وهو انتصار ما زال يُعتبر عند الكثيرين الأعظم لنادٍ هندي قبل الاستقلال.
تأسس الاتحاد الهندي لكرة القدم في كالكوتا عام 1893، ولكن لم يكن في مجلس إدارته أي شخص هندي حتى ثلاثينيات القرن العشرين. تشكل اتحاد عموم الهند لكرة القدم، الذي يدير اللعبة في الهند، في عام 1937 واستغرق أكثر من عقد من الزمن لينضم للاتحاد الدولي لكرة القدم (فيفا). أصرت الهند على اللعب حافية القدمين بينما كانت الدول الأخرى تلعب مرتدية الأحذية الرياضة، وكانت اللعبة في تطور سريع.
تأهل المنتخب الهندي تلقائيًا لنهائيات كأس العالم 1950، نتيجة لانسحاب جميع خصومه في المجموعة المؤهلة لكأس العالم. لكن أدى نقص المساعدة المالية لشراء تذاكر الطيران واحتمالية الرحلة البحرية الطويلة جدًا إلى عدم مشاركة الهند أيضًا. على الرغم من فرض الاتحاد الدولي لكرة القدم قانونًا يُحظر فيه اللعب بشكل حافٍ بعد أولمبياد 1948 الذي شاركت الهند فيه بلا أحذية كرة قدم. الخرافة التي تقول إن الهنديين رفضوا اللعب بسبب لأنه لم يُسمح لهم اللعب حفاة القدمين غير صحيحة أبدًا، ووفقًا لقائد المنتخب الهندي وقتها شايلين مانا، فقد كانت قصة لفقها الاتحاد الهندي للتغطية على قراره الكارثي. لم يقترب المنتخب حتى من التأهل لبطولات كأس العالم مجددًا.
تُوج المنتخب الهندي بالمدالية الذهبية للألعاب الآسيوية التي أقيمت أول مرة في عام 1951، بعد فوزهِ على المنتخب الإيراني «الذي كان يرتدي الأحذية» بهدف يتيم. وصل المنتخب الهندي، بعد أن ارتدى أفراده الأحذية، إلى نصف نهائي أولمبياد ملبورن لكرة القدم، وبهذا كانت الهند أول دولة آسيوية تحقق إنجازًا كهذا. حقق المنتخب الهندي المركز الرابع في البطولة. كرر المنتخب الهندي إنجازه في الألعاب الآسيوية عام 1962. تُعد الفترة ما بين 1951-1962 «الفترة الذهبية» لكرة القدم الهندية. حقق المنتخب الهندي العديد من الألقاب في هذه الفترة بقيادة المدرب سيد عبد الرحيم. لم يكتفِ المنتخب الهندي بتحقيق الإنجازات على مستوى الألعاب الآسيوية فقط، بل حقق أيضًا كأس مرديكا والبطولة المربعة في الوقت الذي تعرض فيه إيست بنغال لاننقادات بعد جولته في رومانيا. أثرت وفاة عبد الرحيم في بداية ستينيات القرن العشرين سلبًا في مستوى كرة القدم الهندية بعد فترة ناجحة. قال الرئيس السابق للاتحاد الدولي سيب بلاتر قوله الشهير إن الهند هي «المارد النائم في عالم كرة القدم».
لم يتأهل المنتخب الهندي مرة أخرى للأولمبياد بعد عام 1960. تأهلت الهند لأول مشاركة لها في كأس آسيا في عام 1964 ولكن لم تحقق اللقب. كان آخر أداء مبهر على صعيد البطولات الدولية للمنتخب الهندي في دورة الألعاب الآسيوية 1970 بعد أن حققت المدالية البرونزية إثر تغلبها على اليابان بهدف مقابل لا شيء. في منتصف سبعينيات القرن العشرين، حقق المنتخب الهندي للشباب كأس آسيا للشباب مناصفةً مع المنتخب الإيراني. كان يوم 24 سبتمبر عام 1977 يومًا ذهبيًا للمنتخب الهندي، إذ نجح فريق موهون باغان في المحافظة على التعادل الإيجابي 2-2 على الملعب الأسطوري إيدن غاردنز في كالكوتا ضد فريق نيويورك كوزموس بقيادة بيليه. كان من الممكن لفريق موهون ربح اللقاء لولا منح ركلة جزاء جدلية للفريق الضيف والتي صمنت تشارك النقاط بين الفريقين. في اليوم التالي، وصفت صحيفة أناندا بازار باتريكا اللاعب الهندي غوتام ساركار بأنه «بكنباور الهندي». لكن بعد ذلك، مر المنتخب الهندي بفترة حرجة خلال سبعينيات القرن الماضي، وثمانينياته، وتسعينياته، ليبتعد تدريجيًا عن كونه الفريق الأفضل في آسيا.
في أغسطس عام 2007، توج المنتخب الهندي بكأس نهرو للمرة الأولى في تاريخه عقب تغلبه على المنتخب السوري 1-0. بعد عام واحد بالضبط، ألحق المنتخب الهندي الهزيمة بالمنتخب الطاجكستاني 4-1 ليُتوَّج بكأس التحدي الآسيوي ومن ثم يتأهل لكأس آسيا 2011 الذي أُقيم في قطر. في أغسطس عام 2009، ربح المنتخب الهندي بطولة نهرو بعد أن هزم خصمه السوري مرة أخرى بركلات الترجيح (6-5).
شارك المنتخب الهندي في بطولة كأس آسيا 2011 لتكون أول مشاركة له بعد غياب دام 24 سنة. أُقصيت الهند من دور المجموعات بشكل مخيب في مجموعة كانت فيها كل من كوريا الجنوبية، وأستراليا، والبحرين.
عمل اتحاد الهند لكرة القدم بعد كأس آسيا 2011 جديًا على تحسين كرة القدم الهندية. على سبيل المثال، سمح الاتحاد للمدرب السابق بوب هوتون بأن يقود الهند في تصفيات كأس التحدي الآسيوي 2012. بعد أن احتلت الهند صدارة المجموعة، أُقيل بوب هوتون وحل محله بويم كوفيرمان. في هذه الأثناء، حقق المنتخب الأولمبي الهندي الانتصار على ميانمار في الجولة الأولى المؤهلة لأولمبياد 2012 (أُقيم في لندن)، ولكن تعرض للإقصاء على يد المنتخب القطري. لعب المنتخب الهندي مبارياته الرسمية التالية ضد المنتخب الإماراتي في التصفيات المؤهله لكأس العالم 2014 التي خسرها المنتخب الهندي 5-2 بمجموع اللقاءين.
في عام 2014، استضافت الهند كأس الوحدة العالمية للمرة الأولى في غوا، وحيدر أباد، وبنغالور.
شارك المنتخب الهندي للمرة الأولى في تاريخه في كأس العالم تحت 17 سنة كونه مستضيف نسخة سنة 2017، وهي أول مرة يشارك فيها فريق يمثل الهند في بطولة عالمية تابعة للاتحاد الدولي لكرة القدم. جاءت الهند على رأس المجموعة الأولى التي تضم كلًا من الولايات المتحدة، وغانا، وكولومبيا. في 6 أكتوبر عام 2017، لعبت الهند أول مباراة لها في كأس العالم تحت 17 سنة أمام 47 ألف متفرج ضد المنتخب الأميركي، إلا أن المنتخب الهندي خسر المباراة بهزيمة ساحقة 3-0. لعب المنتخب الهندي ثاني مبارياته أمام المنتخب الكولومبي. عند الدقيقة 82، أصبح جيكسون سينغ أول لاعب هندي يسجل في نهائيات بطولة ينظمها الاتحاد الدولي لكرة القدم. أما في مباراته الثالثة، فقد تعرض المنتخب الهندي مجددًا لهزيمة كبيرة على يد المنتخب الغاني 4-0، ليتذيل بعدها المنتخب الهندي المجموعة الأولى.
مؤخرًا في عام 2018، تحسن أداء المنتخب الهندي، وتمكن من التغلب على كل من المنتخب الأرجنتيني تحت 20 سنة 2-1 في كأس كوتيف، وأيضًا تغلب على العراق المدافع عن لقب بطل كأس آسيا تحت 16 سنة بهدف مقابل لا شيء.

## هيكلية كرة القدم في الهند
يشرف اتحاد الهند لكرة القدم على اللعبة في الهند، ويرتبط مع الاتحاد الآسيوي لكرة القدم وأيضًا مع الاتحاد الدولي لكرة القدم. نافس المنتخب الهندي على صعيد بطولة كأس آسيا، ولكن لم ينافس في أي بطولة لكأس العالم. نافس المنتخب الهندي الوطني للسيدات أيضًا في العديد من البطولات؛ بالإضافة إلى ذلك، تملك كرة القدم النسائية بطولاتها الخاصة بين الولايات وبطولات الولاية. تُشرف الهيئة الحكومية للرياضة على كرة القدم للشباب.

## المنتخب الوطني
المنتخب الوطني الهندي لكرة القدم هو المنتخب الرسمي الذي يمثل الهند، ويخضع لسلطة اتحاد الهند لكرة القدم، وهو عضو في الاتحاد الآسيوي لكرة القدم. في عام 1948، ارتبط اتحاد الهند لكرة القدم مع الفيفا، وهي الهيئة الدولية المنظمة لكرة القدم. أصبح اتحاد الهند لكرة القدم في عام 1954 أحد الأعضاء المؤسسين للاتحاد الآسيوي لكرة القدم.
في أوج عطاء المنتخب الهندي ما بين خمسينيات القرن العشرين وستينياته، تأهل المنتخب تلقائيًا لكأس العالم 1950 (بعد انسحاب كل الفرق الآسيوية الأخرى)، لكن لم يتمكن المنتخب الهندي في النهاية من المشاركة في البطولة في البرازيل بسبب كلفة السفر، وقلة التحضيرات، ووجود مشاكل تتعلق باختيار اللاعبين، ومسألة تفضيل الاتحاد المحلي للألعاب الأولمبية على حساب كأس العالم، وإصرارهم على اللعب بشكل حافي القدمين مع أن الاتحاد الدولي لكرة القدم ألزم كل اللاعبين ارتداءَ الأحذية الخاصة بكرة القدم. ربح المنتخب الهندي المداليات الذهبية في اثنتين من الألعاب الآسيوية، وحصل على الرقم القياسي كأفضل فريق آسيوي من ناحية الأداء في الأولمبياد.
هناك عدة منتخبات وطنية أخرى من منتخب تحت 23 سنة وصولًا إلى منتخب تحت 17 سنة. يُعد الفريق الأولمبي المزود الرئيسي للمنتخب الوطني.

## نظام الدوري

### دوري السوبر الهندي
اعترف الاتحادان الآسيوي والدولي لكرة القدم بمسابقة دوري السوبر الهندي. تأسس الدوري في عام 2013 في محاولة لجعل كرة القدم رياضة معتبرة في الهند، ولجعل كرة القدم الهندية لاعبًا محوريًا حول العالم. يعمل الدوري جنبًا إلى جنب مع دوري كرة القدم الأمريكية والدوري الهندي الممتاز للكريكيت (يُرمز له بـ«تي 20»). على عكس غالبية الدوريات العالمية، لا يستعمل دوري السوبر الهندي نظام التأهل والهبوط، بل يستعمل نظامًا مبنيًا على الطريقة الأمريكية، إذ يقع الاختيار على عشرة أندية بشكل خاص للمشاركة في الدوري. يتكون كل فريق في دوري السوبر الهندي من لاعبين من دوري الدرجة الأولى أو دوري الولاية، بعيدًا عن المحترفين الأجانب الذين قد يكونون من دوري الدرجة الأولى أو لا. في يوليو عام 2017، تقدم اتحاد عموم الهند باقتراح للاتحاد الآسيوي لكرة القدم مفاده أن يُمنح بطل دوري السوبر الهندي مقعدًا في كأس الاتحاد الآسيوي، وهي البطولة الأقل شأنًا على صعيد كرة القدم الآسيوية للأندية. وافق الاتحاد الآسيوي لكرة القدم في 25 يوليو من العام ذاته على مقترح اتحاد عموم الهند لكرة القدم. بناءً على ذلك، وبدءًا من موسم 2017-2018، يُسمح لأبطال دوري السوبر الهندي بالمشاركة في كأس الاتحاد الآسيوي من مرحلة التصفيات المؤهلة للبطولة. في تلك الأثناء، حافظ دوري الدرجة الأولى الهندي على مقعد الهند في بطولة دوري أبطال آسيا، البطولة الأعرق على صعيد الأندية الآسيوية، أي إن هنالك دوريان يجريان في الوقت ذاته في البلاد. في أكتوبر عام 2019، اقتُرحت خارطة طريق لتطوير الدوري الهندي. قَبِل كل المستفيدين بالاقتراح الذي يتأهل بموجبه بطل دوري السوبر الهندي إلى الملحق المؤهل لدوري أبطال آسيا بداية من نسخة عام 2021، فيما سيلعب بطل دوري الدرجة الأولى الهندي في الملحق المؤهل لكأس آسيا.
في نوفمبر عام 2019، قررت لجنة المسابقات في الاتحاد الآسيوي توسيع منافسات دوري أبطال أوروبا لتضم 40 فريقًا بدلًا من 32 فريقًا بداية من نسخة عام 2021. يحتل الدوري الهندي التصنيف الثامن على مستوى مسابقات الأندية في المنطقة الغربية. من المتوقع حصول أبطال الدوريات المصنفة في المرتبات السابعة إلى العاشرة في كل من المنطقة الغربية والمنطقة الشرقية على تأهل مباشر إلى مجموعات دوري أبطال آسيا بداية من عام 2021، ما داموا يلبون معايير دوري أبطال آسيا. إذا حصلت الهند على مقعد مباشر في مجموعات دوري أبطال آسيا نسخة 2021، فسوف يتوقف نظام الدوري الموازي، ويصبح دوري السوبر الهندي هو الدوري الهندي الممتاز، وسيكون الفائز به بطل الهند.

### دوري الدرجة الأولى الهندي
تأسس الدوري الوطني لكرة القدم في عام 1966 عن طريق الهيئة الحاكمة لاتحاد عموم الهند، وكان أول دوري كرة قدم «شبه احترافي» في الهند. أُعيدت تسمية الدوري وتهيئته من جديد في عام 2006 لينطلق تحت مسمى دوري الدرجة الأولى بعدما تفكك الدوري الوطني الهندي في محاولة ناجحة لتحسين اللعبة في الهند. تم الإبقاء على روابط مع الأندية التي لم تكن في الدرجة الأولى، وفي كل سنة يهبط أصحاب المركزين الأخيرين من الدرجة الأولى ليتأهل بدلهم فريقان من دوري الدرجة الأولى القسم الثاني. حاليًا، يتنافس 11 فريقًا في دوري الدرجة الأولى الهندي. يُعد ديربي كولكاتا في دوري الدرجة الأولى (وبقية المنافسات) الذي يُلعب بين موهن باغان وبنغال الشرقية واحدًا من أشرس المنافسات في العالم (كما هو مذكور في الموقع الرسمي للاتحاد الدولي)، ويُعد أيضًا واحدًا من أقدم الديربيات في العالم (90 سنة). يملأ الملعب 80-100 ألف متفرج في هذه المباراة الخاصة. كان يُعتبر دوري كرة القدم المحلي الأقوى في الهند. مُنح أبطال دوري الدرجة الأولى إمكانية المشاركة في الملحق المؤهل لدوري أبطال آسيا لغاية نسخة 2020. ولكن طبقًا لخارطة العمل التي أعلنها الاتحاد الآسيوي في أكتوبر عام 2019، فسيُمنح أبطال دوري السوبر الهندي أحقية المشاركة في الملحق المؤهل لدوري أبطال آسيا، بينما سيلعب بطل دوري الدرجة الأولى الهندي في الملحق المؤهل لكأس آسيا.

### دوري الدرجة الأولى القسم الثاني
يُصنف دوري الدرجة الأولى القسم الثاني الهندي في المرتبة الثالثة من هرم كرة القدم الهندية منذ أن حُلّ الدوري الهندي الأقوى في عام 2005. يضم دوري الدرجة الأولى القسم الثاني 16 فريقًا مقسمة على 3 مجاميع في موسم 2018-2019. يحصل التأهل والهبوط بين أندية الدرجة الأولى وأندية الدرجة الأولى القسم الثاني.

### الدوريات الهندية للشباب
الدوريات الرسمية الحالية في الهند هي دوري الدرجة الأولى تحت 18 سنة، وتحت 15 سنة، وتحت 13 سنة. انطلق دوري تحت 18 سنة بالتزامن مع بطولة تحت 19 سنة في عام 2011. يُعد شيلونغ لايون بطل الدوري الهندي تحت 18 سنة للشباب نسخة 2017-2018. بدأ اتحاد عموم الهند لكرة القدم دوري تحت 16 سنة للشباب في عام 2015 (غُير اسمه لاحقًا ليصبح دوري تحت 15 سنة للشباب) في أعقاب كأس العالم تحت 17 سنة (الذي نظمته الهند). أكاديمية مينيرفي هي بطلة آخر ثلاث نسخ من دوري تحت 16 سنة.